# مسجد الحسين بن طلال (مادبا)
مسجد الحسين بن طلال أو مسجد مادبا الكبير هو أكبر مساجد مدينة مادبا في الأردن، والمسجد الجامع فيها. تم إنشاؤه على الشكل الحالي في عام 2007، إلاّ أنه مر بعدة مراحل زمنية قبل ذلك كان أولها فترة الخلافة الراشدة، حيث مرّ الخليفة عمر بن الخطاب بمادبا في طريقه لفتح القدس، وقد تم بناء المسجد في المنطقة التي صلى فيها الخليفة، وهي منطقة «الخطابية» التي سُميت بسمه فيما بعد. إلاّ أن عوامل المناخ والزمن وهجرة السكان قد أدت إلى اختفاء المسجد تقريبا حتى عام 1929، أي عهد إمارة شرق الأردن، حيث اشترى الأمير عبد الله بن الحسين أرض المسجد وأقام عليها مسجدا صغيرا. ظل الوضع كما هو عليه حتى تم بناء المسجد الحالي في عام 2007، وهو اليوم أحد أهم معالم المدينة، وأحد أكبر مساجد المملكة الأردنية الهاشمية، حيث تبلغ مساحته 2,950 متر مربع.

## العمارة
تم بناء المسجد على الطراز العثماني، حيث يحتوي على مأذنتين مخروطيتين بارتفاع 40 م وبقطر 3,75 م. كما تم سقف المسجد بقبة رئيسية بارتفاع 23 م محمولة على رؤوس قبتين بقطر 12 م لكل قبة على التوالي. جميع القباب مكسوة بصفائح نحاسية، كما أن جميع واجهات المسجد والرواق الخارجي من الحجر الجيري.

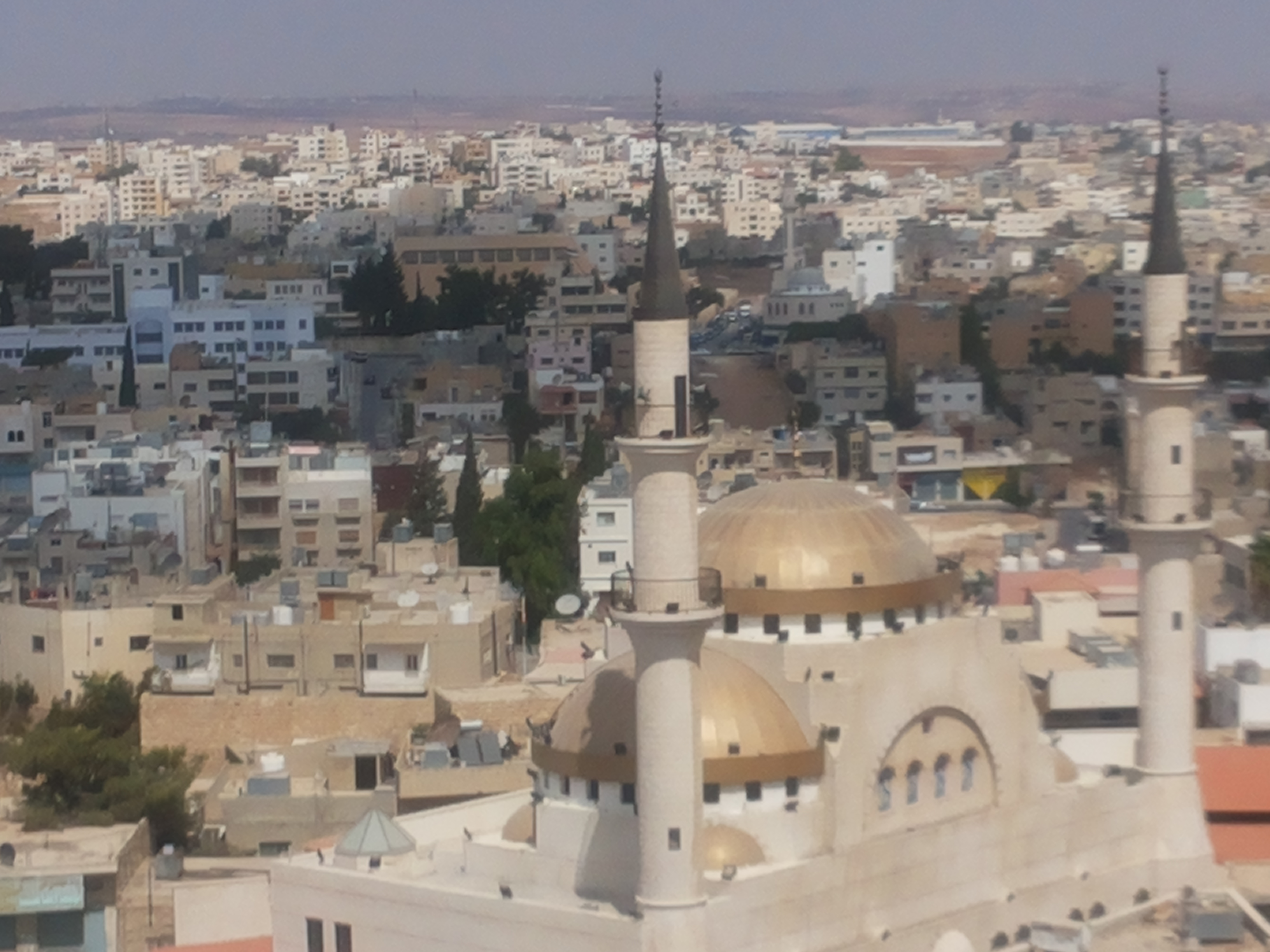
المسجد من دير اللاتين
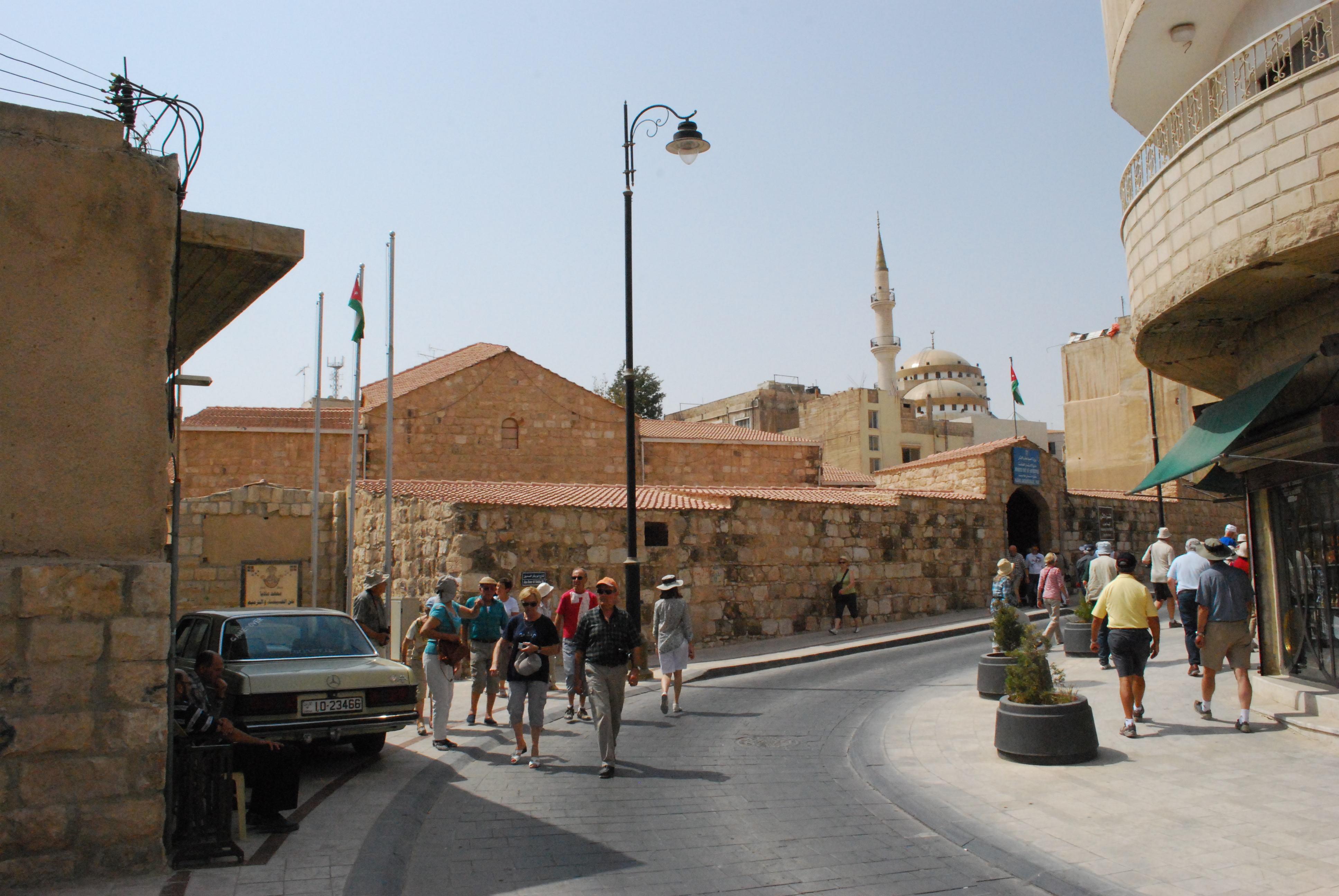
المسجد وكنيسة العذراء
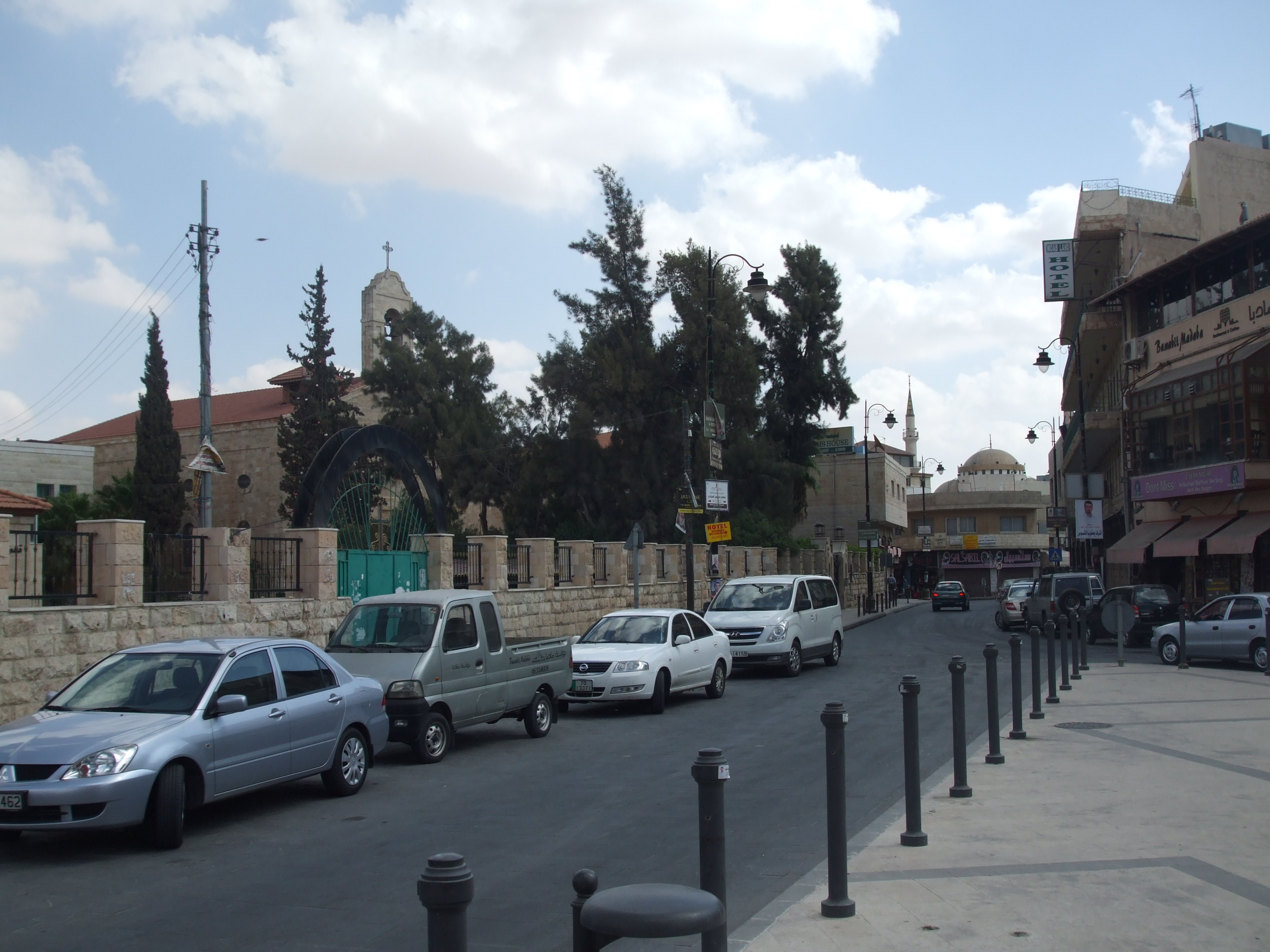
المسجد وكنيسة الخارطة